# Konwencja w sprawie dyskryminacji w zatrudnieniu i wykonywaniu zawodu
Konwencja w sprawie Dyskryminacji w Zatrudnieniu i Wykonywania Zawodu – konwencja nr 111 Międzynarodowej Organizacji Pracy.
Została uchwalona przez Konferencję Ogólną MOP 25 czerwca 1958 roku w Genewie. Weszła w życie 15 czerwca 1960 roku. Zarejestrowana przez Sekretariat ONZ 17 czerwca 1960 zgodnie z art. 102 Karty ONZ. Jest jedną z ośmiu fundamentalnych konwencji Międzynarodowej Organizacji Pracy. Konwencja zobowiązuje państwa członkowskie do opracowania i prowadzenia polityki krajowej zmierzającej do likwidacji wszelkich form dyskryminacji w zatrudnieniu oraz wprowadzającej w życie zasadę równych szans i równego traktowania na rynku pracy.
Konwencja została ratyfikowana przez 173 ze 187 państw członkowskich MOP. Nie ratyfikowały jej: Birma, Brunei, Japonia, Malezja, Malediwy, Oman, Singapur, Wyspy Marshalla, Wyspy Salomona, Surinam, Tajlandia, Timor Wschodni, Tuvalu i Stany Zjednoczone. Polska ratyfikowała Konwencję 8 maja 1961 roku.
Uzupełnieniem jest Konwencja nr 156 dotycząca równości szans i traktowania pracowników obu płci mających obowiązki rodzinne z 1981 r.